# Czeglédy Endre
Sárospataki Czeglédy Endre (Nagyszalonta, 1874. november 30. – Budapest, 1965. szeptember 19.) magyar mérnök, politikus, országgyűlési képviselő.

## Élete
Sárospataki Czeglédy Endre 1874-ben született Nagyszalontán. Katonai alreáliskolát végzett Kassán, főreáliskolát Weißkirchenben, majd a bécsi katonai műszaki iskolát végezte el. Főiskolai tanulmányait a berlini, majd a müncheni műegyetemen folytatta, ahol 1896-ban mérnöki diplomát nyert. Ezután magánmérnöki irodát nyitott Kassán, Budapesten és Münchenben. Előbb Boszniában, majd felvidéki vasútépítéseknél dolgozott, és itt tevékeny részt vett a Nagyatádi Szabó István által megindított kisgazdamozgalomban. Az első világháború alatt, mint zászlóaljparancsnok sokáig volt a harctéren, ahol hét kitüntetést szerzett. A Tanácsköztársaság idején Pest vármegye mezőgazdasági műszaki hivatala élén mint műszaki biztos jelentős vízrendezési és egyéb mezőgazdasági érdekű műszaki munkálatokat végzett. A kisgazdapárt egyik alapító tagja. Az 1920-as választások alkalmával a sárbogárdi kerületben Horthy Jenővel pótválasztásra került, de a választás előtt visszalépett. Horthy lemondása után 1920. december 6-7-én Csilléry Andrással szemben pótválasztáson 1158 szótöbbséggel kisgazdapárti programmal képviselővé választották. A Házban főleg közgazdasági ügyekben szólalt fel, és sürgette a földbirtokreform következetes végrehajtását. 1922-ben kiesett az országgyűlésből, ezután a kisgazdapárt balszárnyának egyik vezető alakja, és az Országos Gazdakör, valamint az Országos Gazdavédelmi Front szervezője és elnöke. Nyugdíjazásáig Budapesten dolgozott mint magánmérnök és a budapesti és pestvidéki törvényszék állandó szakértője, és az igazságügyminiszter által felesketett jogosított hites földmérő. Elnöke lett a Hadviselt Mérnökök, Építészek és Műszaki Tisztek Nemzeti Szövetségének, alelnöke a Baross Szövetségnek, választmányi tagja a Mérnök- és Épitészegyletnek.  Ismert mezőgazdasági műszaki szakembernek számított. Sok előadást tartott, különösen mezőgazdasági műszaki és birtokpolitikai kérdésekről, és számos agrár- és szociálpolitikai cikke jelent meg különböző hírlapokban és szaklapokban.